# Margarethenkapelle (Grottenherten)

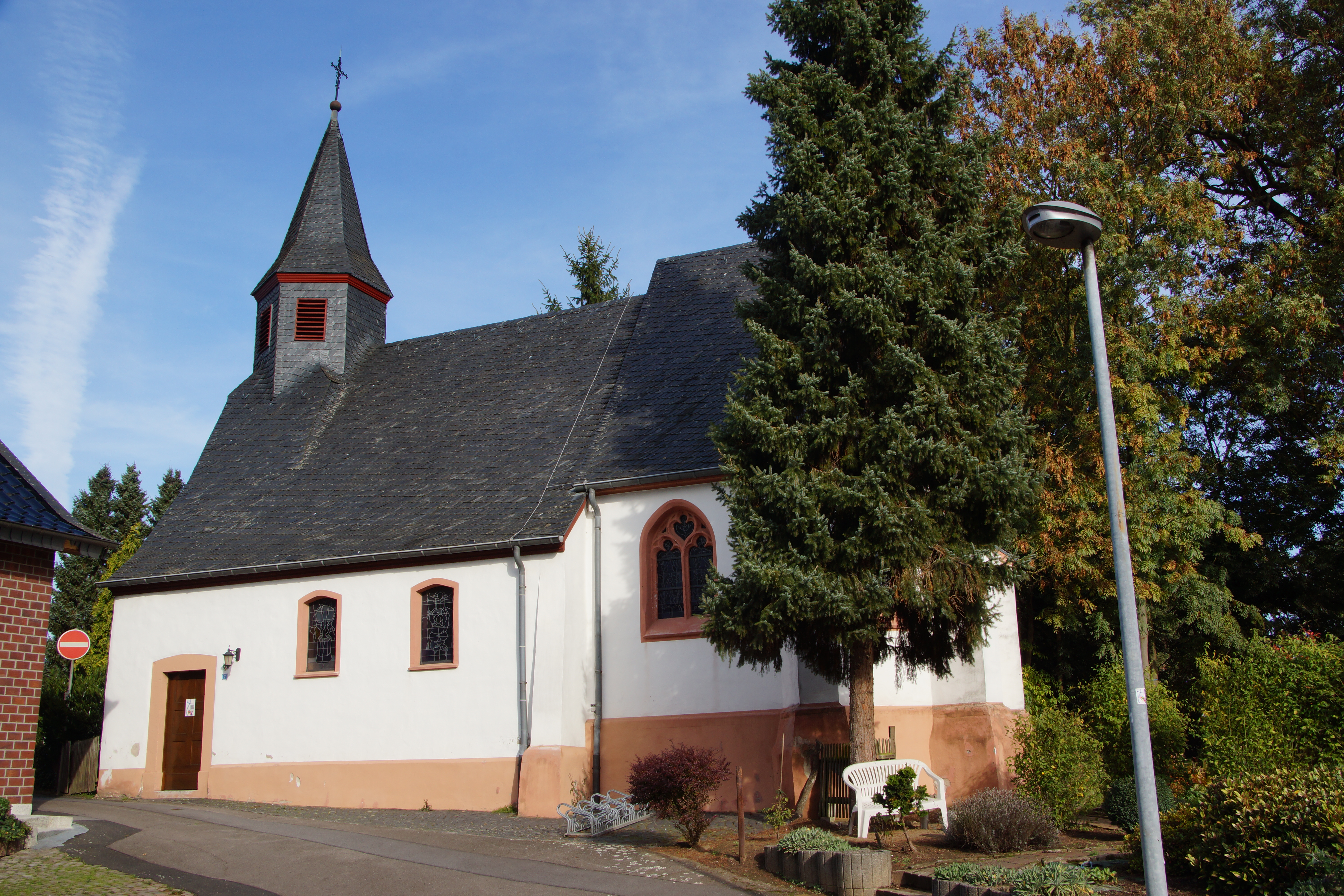
Margarethenkapelle

Die katholische Margarethenkapelle ist ein denkmalgeschütztes Kirchengebäude im Kapellenweg in Grottenherten, einem Stadtteil von Bedburg im Rhein-Erft-Kreis (Nordrhein-Westfalen).

## Geschichte und Architektur
Die Kapelle wurde erstmals 1470 in einem catalogus omnium beneficiorum erwähnt, es wurde eine Übersicht aller Benefizien des Dekanates erstellt. 
Der im Kern romanische Saalbau vom 11/12. Jahrhundert ist aus einer zum landesherrlichen Hof gehörenden Hofkapelle hervorgegangen. In den höheren, fünfseitigen Chor vom 15. Jahrhundert wurde ein herabgezogenes Netzgewölbe, das auf kleinen Konsolen ruht, eingebaut. Der Chor ist durch zwei Spitzbogenfenster mit zweibahnigem Maßwerk und durch vier schräggestellte Strebepfeiler gegliedert. Der Saal wurde im 18. Jahrhundert umgebaut und mit einem Dachreiter bekrönt, es wurde ein Spitzbogentonnengewölbe eingezogen. Bei dieser Restaurierung wurde das Gebäude von innen und außen neu verputzt und farbig gefasst. Das Bleiglasfenster mit einer Darstellung der Margaretenlegende wurde nach Entwürfen von H. L. Gottfried angefertigt. Auf dem Helm des Dachreiters sitzt eine schmiedeeiserne Wetterfahne. Sie stellt die hl. Margaretha dar, wie sie einen Drachen mit der Kreuzfahne durchbohrt. Ihr Kleid ist mit der Jahreszahl 1412 bezeichnet. Letzte Renovierungsarbeiten wurden 1978 durchgeführt, dabei wurden auch die letzten Schäden aus dem Zweiten Weltkrieg beseitigt.

## Ausstattung

### Kapellenglöckchen
Das Kapellenglöckchen hat einen Durchmesser von 61 cm, es wiegt 122 kg und ist auf den Ton e gestimmt. Es trägt die Umschrift: .. S. Margaretha heische ich. Die Lebenden ruffe ich Die Doten beleuthe ich Das Donnerwetter vertreibe ich Joseph Schieffer Scheppen Caspar Brewer Vorsteher. Darunter am Schlagrand befindet sich ein Akanthusfries: Bartholomäus Gunder GOS MICH ANNO 1761.

### Sonstige Ausstattung
In der zweiten Hälfte des 19. Jahrhunderts wurde die ältere Ausstattung durch eine neugotische mit einem dreiteiligen hölzernen Altaraufsatz, mehreren Holzfiguren und Kirchenbänken ersetzt.